# Archie Robertson (piłkarz)
Archibald „Archie” Clark Robertson (ur. 15 września 1929 w Busby w East Renfrewshire, zm. 28 stycznia 1978) – szkocki piłkarz i trener piłkarski.
W 1947 przeszedł z Rutherglen Glencairn do Clyde F.C., w którym pozostał przez niemal całą karierę piłkarską. Występował na pozycji napastnika. Jednocześnie studiował, uzyskując dyplom z chemii. Wraz z Clyde dwukrotnie zdobył mistrzostwo ówczesnej drugiej ligi w sezonach 195162 i 1956/57. Dwukrotnie zdobył także z tą drużyną Puchar Szkocji. W finałowym meczu z Celtic F.C. w 1955 zdobył strzałem z rzutu rożnego bramkę wyrównującą na 1:1 w 88. minucie meczu, co doprowadziło do powtórzenia meczu, w którym zespół Clyde zwyciężył. Występował również w zwycięskim meczu finałowym z 1958 z Hibernian F.C.
W latach 1955–1958 5 razy wystąpił w reprezentacji Szkocji, zdobywając 2 bramki. Brał udział w mistrzostwach świata w 1958 w Szwecji, podczas których wystąpił w przegranym meczu z Paragwajem. 2 razy wystąpił w reprezentacji ligi szkockiej.
W 1961 odszedł z Clyde do drużyny Morton F.C., w której zakończył karierę w 1963.
Od 1964 do 1967 był trenerem drużyny Cowdenbeath F.C., a następnie prowadził swój dawny zespół Clyde. Nie zapobiegł degradacji drużyny do drugiej ligi w sezonie 1971/72. W 1973 przestał być jej trenerem, choć doprowadził do jej powrotu do wyższej ligi. Potem pracował jako skaut w Tottenham Hotspur. Równocześnie z pracą piłkarską był zatrudniony w szkole jako nauczyciel przedmiotów ścisłych.